# Incidente del 31 marzo

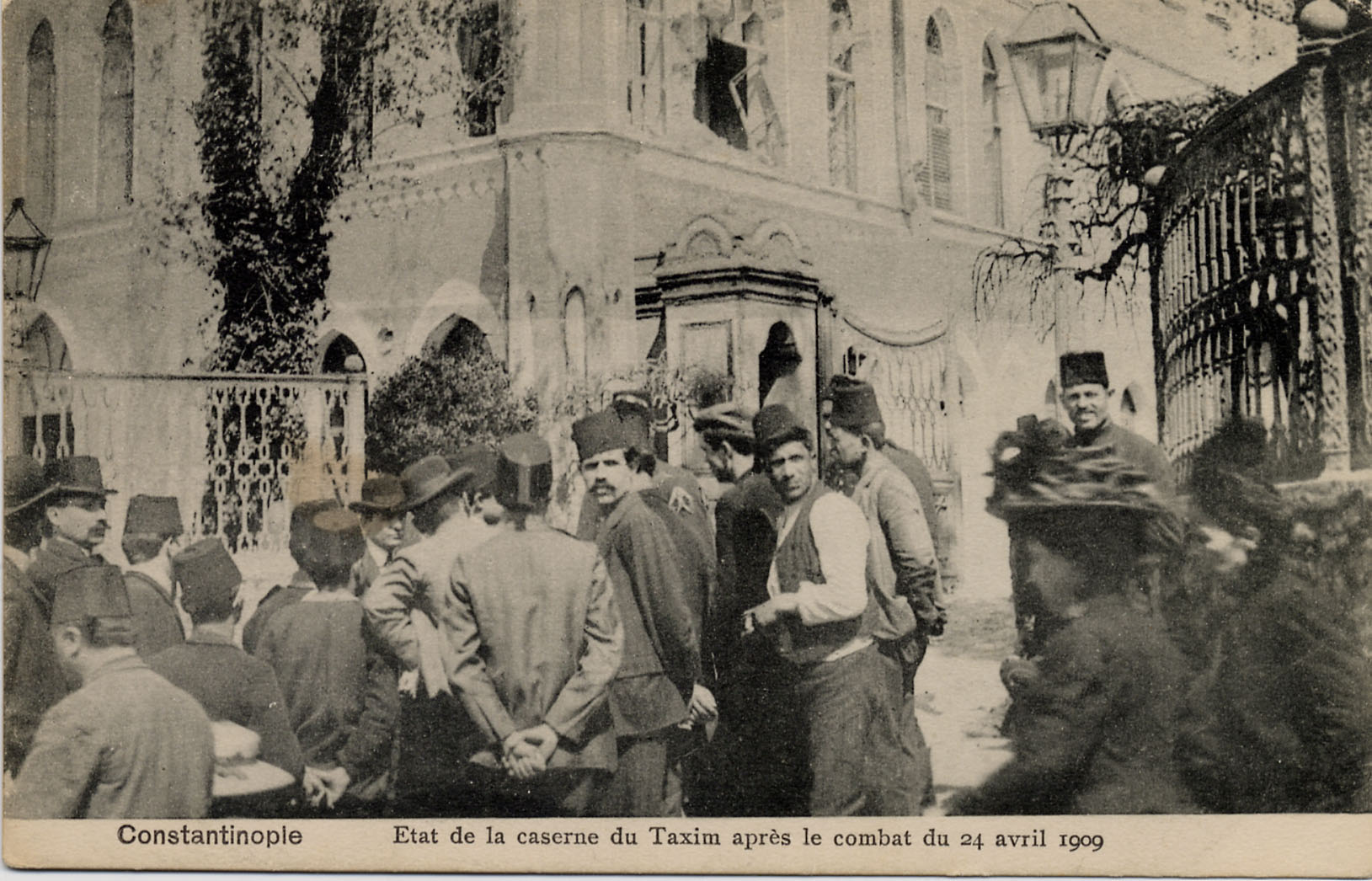
Incidente del 31 marzo, attacco alla caserma di artiglieria, Taksim.

L'incidente del 31 marzo (in turco 31 Mart Vakası, 31 Mart Olayı, 31 Mart Hadisesi, o 31 Mart İsyanı) fu una crisi politica all'interno dell'Impero ottomano nel 1909, durante la Seconda era costituzionale. Avvenuto subito dopo la Rivoluzione dei Giovani Turchi del 1908, in cui il Comitato dell'Unione e del Progresso (CUP) aveva restaurato con successo la costituzione del 1876 e posto fine al governo assoluto del sultano Abdul Hamid II, l'evento fu in parte una risposta reazionaria degli islamisti sostenitori dell'assolutismo e contrari all'influenza della secolarizzazione del CUP.
La crisi iniziò con un ammutinamento tra le truppe d'élite macedoni della guarnigione di Istanbul nella notte del 12-13 aprile 1909 (corrispondente al 30-31 marzo secondo il calendario giuliano) scatenata dall'agitazione dei fondamentalisti musulmani, dal morale basso e dalla cattiva gestione degli uffici. I disordini andarono rapidamente fuori controllo quando vari studenti religiosi e altri elementi della guarnigione della città si unirono all'insurrezione, convergendo in Piazza Ayasofya per chiedere il ripristino della sharia. Il governo allineato al CUP del Gran Visir Hüseyin Hilmi Pasha rispose in modo inefficace e nel pomeriggio del 13 aprile la sua autorità nella capitale era crollata. Il sultano accettò le dimissioni di Hilmi Pasha e nominò un nuovo governo libero dall'influenza del CUP sotto Ahmet Tevfik Pasha. I membri del CUP fuggirono dalla città per la loro base di potere a Salonicco dove proclamarono illegale il nuovo ministero e tentarono di radunare laici e minoranze a sostegno della loro causa. Per un breve periodo le due autorità rivali pretendevano ciascuna di rappresentare il governo legittimo. Questi eventi innescarono il massacro di Adana, una serie di pogrom anti-armeni organizzati da funzionari locali e religiosi islamici in cui furono uccisi da 20000 a 25000 tra armeni, greci e assiri.
La rivolta fu soppressa e il precedente governo restaurato con elementi dell'esercito ottomano simpatizzanti del CUP formarono una forza militare improvvisata conosciuta come Hareket Ordusu (Esercito d'Azione), entrato a Istanbul il 24 aprile dopo il fallimento dei negoziati. Il 27 aprile, Abdul Hamid II, accusato dal CUP di complicità nella rivolta, venne deposto dall'Assemblea nazionale e suo fratello, Mehmed V, fu nominato sultano. Mahmud Shevket Pasha, il generale militare che aveva organizzato e guidato l'Hareket Ordusu, divenne la figura più influente nel restaurato sistema costituzionale fino al suo assassinio nel 1913.
La natura precisa degli eventi è incerta. Gli storici hanno offerto diverse interpretazioni che vanno da una spontanea rivolta di malcontento a una controrivoluzione segretamente pianificata e coordinata contro il CUP. La maggior parte degli studi contemporanei ignorano le affermazioni che il sultano era attivamente coinvolto nel complotto della rivolta, sottolineando la cattiva gestione delle truppe da parte del CUP nella formazione, fino all'ammutinamento e al ruolo dei gruppi religiosi conservatori. La crisi fu un importante momento iniziale nel processo di disintegrazione dell'impero, stabilendo un modello di instabilità politica che sarebbe continuato con i colpi di stato militari nel 1912 e nel 1913. La temporanea perdita di potere portò alla radicalizzazione all'interno del Comitato di Unione e Progresso, con una conseguente crescente disponibilità tra gli unionisti a utilizzare la violenza. Alcuni studiosi hanno sostenuto che il deterioramento delle relazioni etniche e l'erosione delle istituzioni pubbliche durante il 1908-1909 hanno indotto il genocidio armeno.

## Contesto

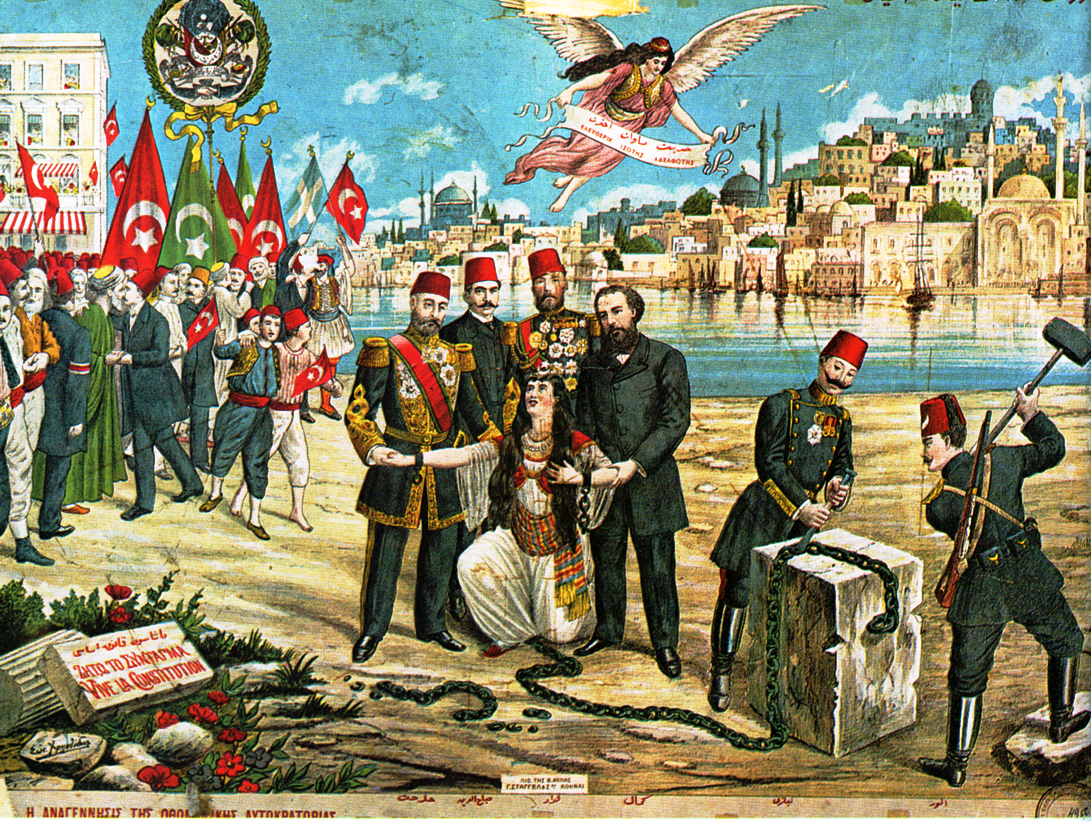
Una litografia greca che celebra l'uguaglianza e la fratellanza tra i sudditi ottomani dopo la rivoluzione del 1908

Le riforme educative durante il regno di Abdul Hamid II (1876-1909) avevano portato a una maggiore diffusione del pensiero politico liberale dall'Europa occidentale tra i giovani professionisti e gli ufficiali militari ottomani. Un movimento clandestino di riformisti vagamente organizzato, noto come i Giovani Turchi, emerse per premere per il ripristino di una monarchia costituzionale e delle riforme politiche. Queste richieste erano in parte ispirate dai Giovani ottomani, una società segreta di intellettuali che aveva costretto Abdul Hamid a promulgare una costituzione liberale durante la breve Prima era costituzionale (1876-1878).
Nel luglio 1908, un'organizzazione rivoluzionaria segreta chiamata Comitato di Unione e Progresso (CUP) guidò un'insurrezione nelle province balcaniche dell'impero, costringendo il sultano a ripristinare la costituzione del 1876, in quella che divenne nota come la Rivoluzione dei Giovani Turchi. Il CUP, internamente diviso e privo di un programma politico concordato, non assunse il governo ma scelse invece di influenzare l'instabile regime parlamentare a distanza, con il suo Comitato Centrale avente sede a Salonicco, in Macedonia. Il CUP si impegnò con cautela a limitare i poteri del sultano e all'inizio di agosto 1908 aveva supervisionato il trasferimento degli incarichi ministeriali della marina e dell'esercito dal sultano all'ufficio del gran visir. Il personale del palazzo del sultano fu ridotto e sostituito con membri del CUP che monitoravano la corrispondenza ufficiale di Abdul Hamid. Nel frattempo, il governo ad interim di Kâmil Pasha attuò una serie di riforme democratiche e amministrative, come l'abolizione della polizia segreta e della revoca dei poteri di censura sulla stampa, consentendo una libera campagna politica in vista delle elezioni generali tenutesi nei mesi di novembre e dicembre. Abdul Hamid aprì la nuova sessione parlamentare il 17 dicembre.
Per tutto il 1908, mentre gli eventi continuavano a svolgersi a Istanbul, l'Impero ottomano perse gran parte del suo territorio europeo a causa delle invasioni di potenze straniere e delle attività delle minoranze etniche dell'impero: l'Austria annesse la Bosnia-Erzegovina, la Bulgaria dichiarò l'indipendenza e la Grecia si impadronì di Creta. Queste perdite territoriali smorzarono l'euforia popolare che era seguita al ripristino del parlamento, mentre il dibattito politico aperto portò alla superficie le spaccature esistenti. I musulmani vedevano il nuovo governo come impotente di fronte alle pressioni delle potenze europee, mentre il governo prometteva di reclamare i territori perduti sconvolgendo le minoranze che speravano in una maggiore autonomia o indipendenza. Una delle maggiori minacce proveniva dai sostenitori dell'islamismo, che si agitavano contro la natura laica della nuova costituzione e l'uguaglianza per i non musulmani, sostenendo che l'adozione della tecnologia occidentale non doveva essere accompagnata da un allontanamento dalla legge dell'Islam. Questa opinione era ampiamente diffusa in tutta la società ottomana e gli islamisti avrebbero potuto godere del sostegno privato di Abdul Hamid, nonostante i suoi proclami a favore della nuova costituzione.

## Rivolta militare

### Preludio

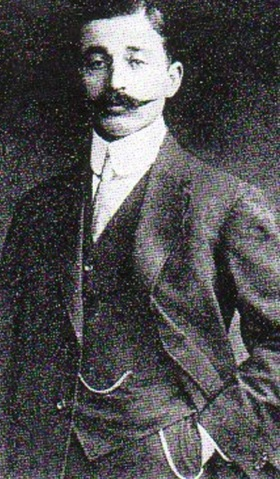
L'omicidio di Hasan Fehmi, caporedattore del quotidiano anti-CUP Serbestî, nei giorni precedenti l'ammutinamento ha agito da catalizzatore di disordini.

Nell'ottobre 1908, il Comitato di Unione e Progresso organizzò il trasferimento di tre battaglioni di tiratori scelti (chiamati Avci) del III Corpo d'Armata da Salonicco a Istanbul in risposta all'aumento della tensione politica nella città e alle preoccupazioni per la lealtà della sua guarnigione regolare, il Primo Corpo d'Armata. Gli ufficiali mektepli (così chiamati coloro che ottenevano un'istruzione scolastica militare e poi entravano nel corpo degli ufficiali) della Terza Armata– diplomati del prestigioso Collegio Militare Ottomano e formati in moderne tecniche militari – avevano svolto un ruolo determinante nella rivoluzione del 1908. Al loro arrivo a Istanbul, i ben collegati ufficiali mektepli iniziarono a svolgere un ruolo importante all'interno della scena politica e sociale della capitale, partecipando alle funzioni politiche del CUP, ai banchetti e alle rappresentazioni teatrali. Con i loro ufficiali sempre più assenti, la disciplina all'interno dei battaglioni dei tiratori scelti iniziò a crollare. Il divario generazionale esacerbò lo scarso rapporto tra gli ufficiali e i loro uomini, poiché gli avversari del CUP, all'interno delle forze armate esprimevano infelicità nell'affidare la leadership dell'impero ai "bambini delle scuole di ieri". I giovani ufficiali del CUP di recente titolo presso le accademie militari, avevano scalato i ranghi a spese degli ufficiali più esperti. La situazione peggiorò quando il parlamento neoeletto annunciò l'intenzione di ritirare una parte significativa del corpo degli ufficiali, con tagli che colpivano in modo sproporzionato i sottufficiali.
Alla fine di ottobre, le autorità disposero il trasferimento da Istanbul delle truppe albanesi considerate ostili al nuovo regime. Molti di questi soldati sarebbero stati presto congedati e, dopo aver ricevuto l'ordine di dispiegamento nello Yemen, una parte si rifiutò e manifestò per la risoluzione immediata dei loro contratti. Le truppe del quarto battaglione Avci furono inviate per reprimere le proteste con la forza e una seconda rivolta tra le truppe albanesi a marzo fu nuovamente sedata dalle truppe Avci, che spararono con mitragliatrici sulla folla in rivolta di albanesi. Questi eventi danneggiarono gravemente il morale dei tiratori scelti. Nel febbraio 1909, il Gran Visir Kâmil Pasha si mosse per indebolire la presa del potere del CUP nominando i propri candidati ministri della guerra e della marina. In risposta, il CUP orchestrò un voto di fiducia contro il suo governo, costringendolo a dimettersi. Il 14 febbraio 1909, il candidato preferito del CUP, Hüseyin Hilmi Pascià, fu nominato nuovo gran visir. In città si sparse la voce che il CUP avrebbe usato le truppe Avci per deporre Abdul Hamid, o che Kâmil Pasha avrebbe tentato di ordinargli di tornare in Macedonia. Come conseguenza di queste macchinazioni, i battaglioni divennero sempre più politicizzati e, per la frustrazione dei semplici soldati, furono visti come uno strumento del CUP.
Il malcontento tra i soldati venne ulteriormente fomentato dai fondamentalisti musulmani. Gli islamisti di Istanbul erano guidati da un mistico carismatico di Cipro chiamato Hafiz Derviş Vahdeti, che potrebbe essere appartenuto all'Ordine Bektashi. Vahdeti fondò la Società dell'Unità Islamica, nota anche come Partito dell'Unione Maomettana, e fondò un giornale chiamato Volkan (Vulcano) nel novembre 1908 per diffondere la retorica antisecolarista e per fare campagna contro il governo. I conservatori religiosi dipingevano la restaurata costituzione del 1876 come un sacrificio delle tradizioni islamiche per ingraziarsi gli stati occidentali e attaccarono la nuova assemblea generale per aver dato alle minoranze e ai cristiani all'interno dell'impero una maggiore influenza, questioni che risuonavano con i soldati che di recente avevano combattuto i separatisti nei Balcani. I tentativi del CUP di introdurre nuovi ufficiali mektepli e regimi di addestramento nel Primo Corpo d'Armata portavano a meno tempo per i soldati di intraprendere le abluzioni e la preghiera, consentendo agli islamisti di presentare il CUP e i suoi ufficiali come massoni irreligiosi, persino atei, dalla Macedonia. Sebbene Abdul Hamid si rifiutasse di fornire il sostegno finanziario al movimento e al giornale, le figure legate al palazzo sostenevano presumibilmente Vahdeti e uno dei figli del sultano, Şehzade Mehmed Burhaneddin, era un membro dell'Unione maomettana. La società tenne il suo primo raduno di massa il 3 aprile presso Santa Sofia; l'agitazione per il ripristino della sharia ottenne un ampio sostegno, anche dai soldati di stanza in città.
Il 6 aprile, Hasan Fehmi, un importante giornalista dell'opposizione, fu ucciso mentre attraversava il ponte di Galata a Istanbul. L'assassinio rimase irrisolto, ma molti in città ipotizzarono che i Giovani Turchi fossero i responsabili. Le proteste, da parte dei conservatori islamici e degli studenti di teologia, per le uccisioni portarono a disordini tra i soldati nelle principali caserme della città.

### Ammutinamento
La mattina presto del 13 aprile, le truppe del quarto reggimento Avci con sede presso la caserma di Tashkishla si ammutinarono, rinchiudendo i loro ufficiali e marciando per le strade per chiedere il ripristino della sharia e lo scioglimento del CUP. Studenti religiosi si unirono ai soldati che si ammutinavano fuori dalla Moschea del Sultano Ahmed, prima di marciare verso l'edificio del Parlamento. Fu ucciso un certo numero di ufficiali e il governo di Hilmi Pasha non riuscì ad agire con decisione per prendere il controllo della situazione. Nel pomeriggio del 13 aprile la sua autorità nella capitale era crollata. Hilmi Pasha e il suo gabinetto si dimisero e il sultano nominò rapidamente Ahmet Tevfik Pasha come gran visir.

## Crisi politica
Il CUP fece appello a Mahmut Şevket Pascià, comandante della Terza Armata ottomana con sede a Selanik (l'odierna Salonicco) per sedare la rivolta. Con il supporto del comandante della Seconda armata ottomana a Edirne, Mahmud Shevket unì gli eserciti per creare una forza d'attacco chiamata Hareket Ordusu ("Esercito d'azione"). Tale esercito contava 20.000-25.000 truppe ottomane e fu coinvolto negli eventi noti come l'incidente del 31 marzo verso la fine del colpo di stato. L'undicesima divisione di Riserva (Redif) con sede a Selanik componeva l'avanguardia dell'Hareket Ordusu e il capo di stato maggiore era Mustafa Kemal Pasha.
All'Hareket Ordusu si unirono 15000 volontari tra cui 4000 bulgari, 2000 greci e 700 ebrei. In aggiunta a questi numeri c'erano gli albanesi che sostenevano l'Esercito d'Azione con Çerçiz Topulli e Bajram Curri che portavano 8000 uomini albanesi e il maggiore Ahmed Niyazi Bey con 1800 uomini da Resne. In breve tempo i membri del CUP Fethi Okyar, Hafız Hakkı e Enver Bey tornarono dai loro incarichi internazionali presso le ambasciate ottomane e si unirono a Mahmud Shevket in qualità di stato maggiore prima di raggiungere Istanbul. Viaggiando in treno i soldati andarono a Çatalca, poi ad Hademköy e in seguito raggiunsero Ayastefanos (l'odierna Yeşilköy) situata ai margini di Istanbul. Una delegazione venne inviata al quartier generale dell'esercito dal parlamento ottomano che cercò di impedir loro di prendere Istanbul con la forza. L'esercito d'azione assediò Costantinopoli il 17 aprile 1909.
Il Sultano rimase a Yıldız ed ebbe frequenti conferenze con il Gran Visir Tewfik Pascià che annunciò:
Le trattative proseguirono per sei giorni. I negoziatori erano il contrammiraglio Arif Hikmet Pascià, Emanuel Karasu Efendi, Esad Pasha Toptani, Aram Efendi e il colonnello Galip Bey. Alla fine, nel momento in cui il conflitto mostrava segni di estensione al pubblico, le truppe di Salonicco entrarono a Istanbul.
Il 24 aprile l'occupazione di Istanbul da parte dell'Esercito d'Azione fu avviata di prima mattina attraverso le operazioni militari dirette da Ali Pasha Kolonja, un albanese, che riprese la città con poca resistenza da parte degli ammutinati. Le caserme di Tașkışla e Taksim offrirono una forte resistenza e alle quattro del pomeriggio i rimanenti ribelli si arresero.
Le truppe macedoni attaccarono le caserme di Taksim e Tashkishla. Ci furono feroci combattimenti di strada nel quartiere europeo dove le case di guardia erano tenute dal Primo Corpo d'Armata. Ci fu un fuoco pesante dalle truppe nella caserma di Tashkishla contro le truppe che avanzavano. La caserma dovette essere bombardata e quasi distrutta dall'artiglieria situata sulle alture sopra la caserma prima che la guarnigione si arrendesse dopo diverse ore di combattimento e di pesanti perdite. Altrettanto disperata fu la difesa della caserma Taksim. L'attacco alla caserma Taksim venne condotto da Enver Bey. Dopo una breve battaglia ottennero il controllo del palazzo il 27 aprile.
Il sultano Abdul Hamid fu abbandonato dalla maggior parte dei suoi consiglieri. Il parlamento discusse la questione di permettergli di rimanere sul trono o di deporlo o addirittura di giustiziarlo. Mettere a morte il Sultano era considerato poco saggio in quanto un tale passo avrebbe potuto suscitare una risposta fanatica e far precipitare l'Impero nella guerra civile. D'altra parte c'era chi sentiva che dopo tutto quello che era successo era impossibile che il Parlamento potesse mai più lavorare con il Sultano.
Il 27 aprile l'Assemblea tenne una riunione a porte chiuse sotto la presidenza di Said Pasha. Per rimuovere il Sultano, era necessaria una Fatwā. Fu redatta di conseguenza una fatwa sotto forma di domanda e consegnata agli studiosi per rispondere e firmare. Uno studioso di nome Nuri Efendi fu portato a firmare la fatwa. Inizialmente, Nuri Efendi non era sicuro che i tre crimini sollevati nella questione fossero stati commessi da Abdul Hamid e suggerì all'inizio che sarebbe stato meglio chiedere le dimissioni del sultano. Si insistette che Nuri Efendi dovesse firmare la fatwa ma egli continuò a rifiutare. Alla fine Mustafa Asim Efendi lo convinse a firmare e fu poi infine sottoscritta dal neo nominato Sheikh ul Islam, Mehmed Ziyâeddin Efendi, legalizzandola.
L'Assemblea votò quindi all'unanimità la deposizione di Abdul Hamid.

Incidente del 31 marzo
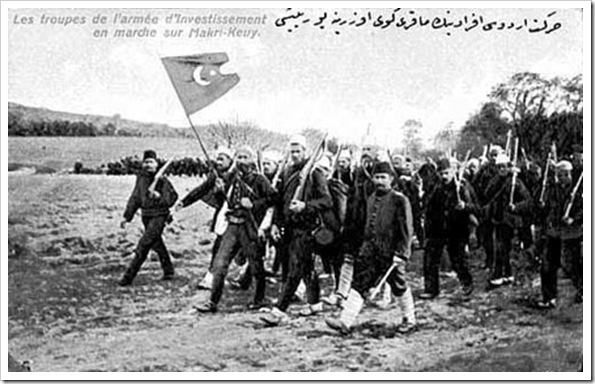
Bakirkoy
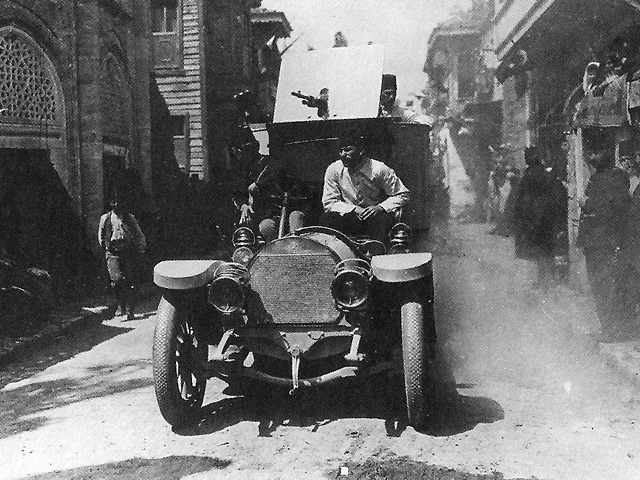
Istanbul
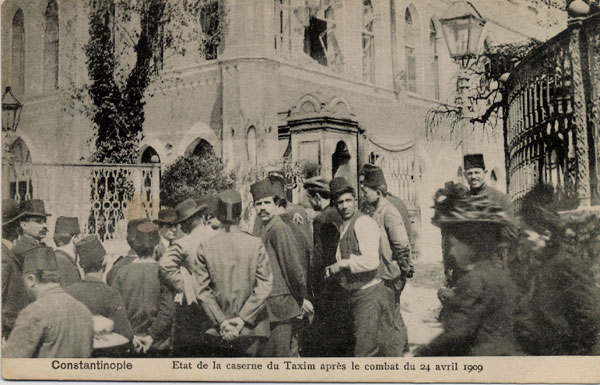
Caserma di Taksim, dove iniziò il controcolpo di Stato.
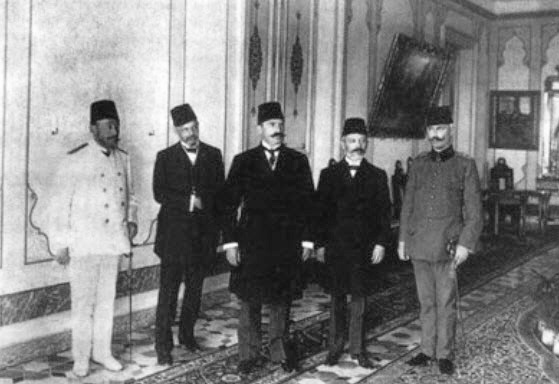
Delegazione al Sultano Abdul Hamid II
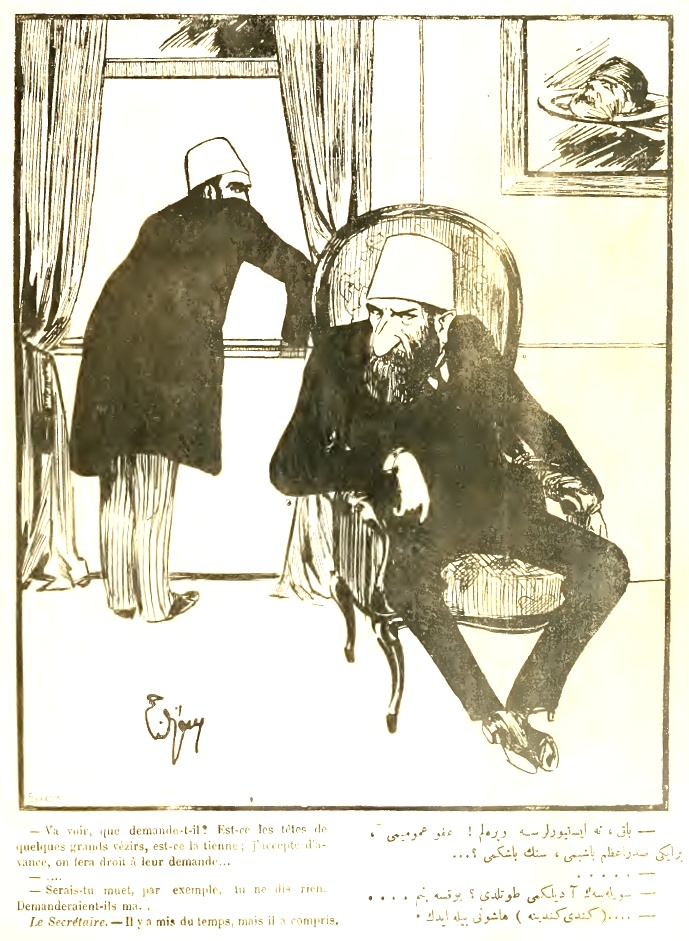
Abdul Hamid II parla con il suo segretario poco prima di essere costretto ad abdicare.

## Conseguenze
Il fallimento del controcolpo riportò al potere il Comitato di Unione e Progresso, consentendogli di formare un governo.
L'incidente portò a un cambio di Gran Visir con Ahmed Tevfik Pasha assunse tale posizione. Altre conseguenze furono il ripristino della costituzione per la terza volta (dopo i precedenti tentativi nel 1876 e nel 1908). Entrambe le camere parlamentari si riunirono il 27 aprile e deposero Abdul Hamid II. Il sultano fu sostituito con suo fratello minore Reşat che prese il nome di Mehmed V, designato simbolicamente come la seconda conquista di Istanbul dopo Mehmed II. Quattro membri del CUP composti da un armeno, un ebreo e due musulmani albanesi andarono ad informare il sultano della sua detronizzazione, con Essad Pasha Toptani come messaggero principale che gli disse "la nazione ti ha deposto". Alcuni musulmani espressero sgomento per il fatto che i non musulmani avessero informato il sultano della sua deposizione. Di conseguenza, il fuoco della rabbia del sultano, che sentì di essere stato tradito, era verso Toptani. Il sultano lo definì un "uomo malvagio", dato che l'estesa famiglia Toptani aveva beneficiato del patrocinio reale per ottenere privilegi e posizioni chiave nel governo ottomano. Gli albanesi coinvolti nel movimento controrivoluzionario furono giustiziati come Halil Bey di Krajë, causando indignazione tra i musulmani conservatori di Scutari.
Dopo l'incidente del 31 marzo, il Comitato di Unione e Progresso mise fuori legge le società che sostenevano gli interessi delle minoranze etniche all'interno della società ottomana, inclusa la Società della Fratellanza araba ottomana, e vietò la pubblicazione di diversi giornali e quotidiani che presentavano una retorica islamica radicale.
Sotto le "politiche di equilibrio" multireligiose, il Comitato di Unione e Progresso credeva di poter raggiungere una "ottomanizzazione" (ovvero un nazionalismo ottomano in contrasto con il nazionalismo etnico o religioso) di tutti i sudditi dell'Impero. Queste misure ebbero successo nel suscitare un certo sentimento nazionalista tra le popolazioni non turche, cementando ulteriormente una sensibilità nazionale resistente all'Islam conservatore.

## Memoriale

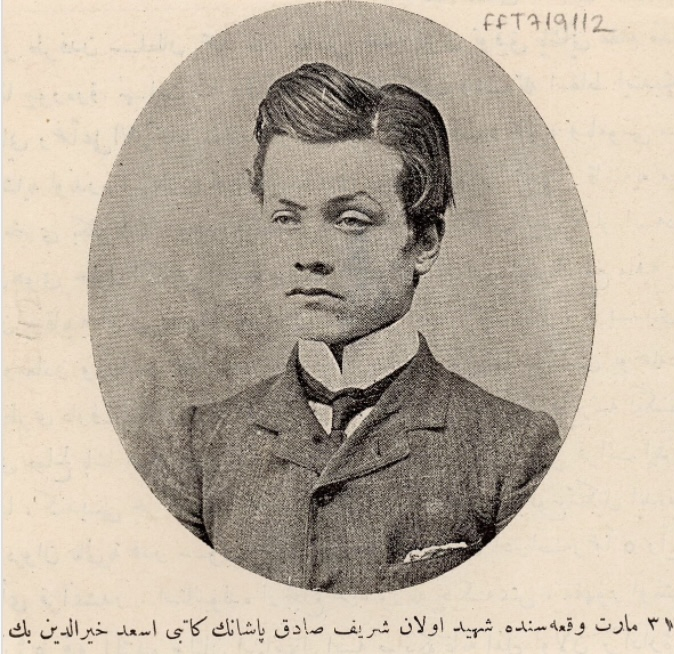
Esad Hayreddin Bey, uno dei soldati uccisi durante l'evento

Il Monumento della Libertà (in turco ottomano Abide-i Hürriyet) fu eretto nel 1911 nel distretto di Şişli di Istanbul in memoria dei 74 soldati uccisi in azione durante questo evento.